# Christa Vetter
Christa Vetter (* 10. Juli 1932 in Wernburg; † 6. November 2018 in Berlin) war eine deutsche Fernseh- und Hörspiel-Dramaturgin und Herausgeberin.

## Leben
Nach dem Schulbesuch in Gössitz und dem Abitur in Chemnitz studierte sie am Deutschen Theaterinstitut in Weimar-Belvedere und wurde Dramaturgin am Maxim-Gorki-Theater Berlin. Im Jahr 1956 begann sie eine Tätigkeit als Hörspiel-Dramaturgin beim Staatlichen Komitee für Rundfunk der DDR. In den Jahren 1962 bis 1970 arbeitete sie als Dramaturgin im Bereich Fernsehdramatik beim Deutschen Fernsehfunk und danach ab 1971 wieder in der Hauptabteilung Funkdramatik, wo sie in Nachfolge von Peter Gugisch von 1977 bis 1990 die Hörspielabteilung leitete.

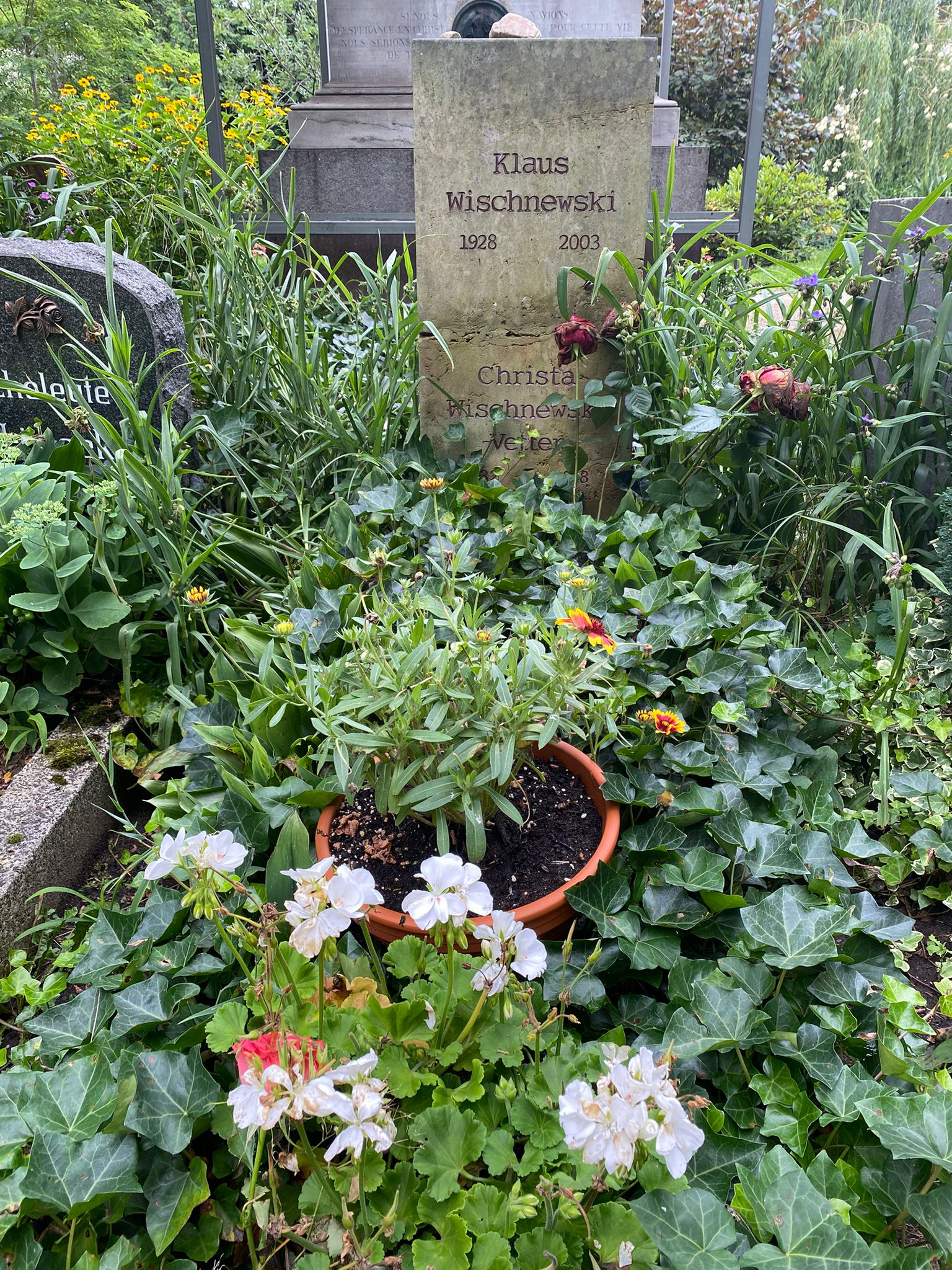
Grabstätte

Als Entwicklungs-Dramaturgin betreute sie die frühen Hörspielarbeiten von Inge Müller und Heiner Müller sowie Günther Rücker. Herausragende Stückentwicklungen und Radioproduktionen entstanden aus ihrer unmittelbaren Zusammenarbeit mit Autoren wie Franz Fühmann, Peter Gosse, Günter Kunert, Erich Loest, Helmut Richter, Uwe Saeger, Rolf Schneider, Gisela Steineckert, Albert Wendt u. a.
Von 1980 bis 1990 wirkte sie als Herausgeberin der in der „dialog“-Reihe des Henschelverlags Berlin jährlich erscheinenden Hörspielbände.
Bis zu seinem Tod war sie mit dem ehemaligen Chefdramaturgen der DEFA (1961–1966) bzw. des Deutschen Theaters (1967–1986) Klaus Wischnewski verheiratet.
Christa Vetter starb am 6. November 2018 im Alter von 86 Jahren und ist auf dem Französischen Friedhof in Berlin beigesetzt.

## Fernsehspiele/Fernsehfilme
- Dramaturgie bei: Requiem für einen Lampenputzer von Günther Rücker, ES: 30. April 1963, DFF
- Dramaturgie bei: Zwischenbilanz von Ralph Knebel, ES: 6. Oktober 1963, DFF
- Dramaturgie bei: Der Regenwettermann von Alfred Matusche, ES: 20. November 1963, DFF
- Dramaturgie bei: Der Ausreißer von Alfred Matusche, ES: 30. Dezember 1963, DFF
- Dramaturgie bei: Das Abendgericht von Günther Rücker, ES: 20. August 1964, DFF
- Dramaturgie bei: Ein mittlerer Held von Ralph Knebel, ES: 16. Februar 1965, DFF
- Dramaturgie bei: Strafsache gegen Wellershof von Rolf Schneider, Ausstrahlung wurde am 2. Juni 1966 vom DFF verboten
- Dramaturgie bei: Einer sagt nein von Alexander Kielland, ES: 9. November 1965, DFF
- Dramaturgie bei: Köpfchen, Kamerad von Franz Fühmann und Kurt Bortfeldt, ES: 11. Dezember 1965, DFF
- Dramaturgie bei: Erlesenes – Folge 1 von Kurt Bortfeldt, ES: 30. Oktober 1966, DFF
- Dramaturgie bei: Der Auswander Siegfried A. von Willi Bredel und Kurt Bortfeldt, ES: 30. Dezember 1966, DFF
- Dramaturgie bei: Erlesenes – Folge 2 von Kurt Bortfeldt, ES: 19. März 1967, DFF
- Dramaturgie bei: Erlesenes – Folge 3 von Kurt Bortfeldt, ES: 6. August 1967, DFF
- Dramaturgie bei: Erlesenes – Folge 5 von Kurt Bortfeldt, ES: 16. Februar 1968, DFF
- Dramaturgie bei: Mitten im kalten Winter von Hermann Kant und Ulrich Thein, ES: 16. Juni 1968, DFF
- Dramaturgie bei: Variante B von Daniil Granin und Kurt Bortfeldt, ES: 22. Oktober 1968, DFF
- Dramaturgie bei: Alchemisten von Klaus Jörn, Eduard Klein und Wolfgang Luderer, ES: 18. November 1968, DFF[6]

## Hörspiele (Auswahl)
- Zwei Engel steigen aus nach Günther Weisenborn, Hörspielbearbeitung, Christa Vetter, Rundfunk der DDR 1957
- Dramaturgie bei Die Korrektur von Inge und Heiner Müller, Rundfunk der DDR 1958[7]
- Dramaturgie bei Irkutsker Geschichte von Alexej Arbusow, Rundfunk der DDR 1960
- Dramaturgie bei Haut oder Hemd von Erik Neutsch, Rundfunk der DDR 1970
- Dramaturgie bei Mit der Zeit ein Feuer von Günter Kunert, Rundfunk der DDR 1971
- Dramaturgie bei Private Galerie von Karl Hermann Roehricht und Günther Rücker, Rundfunk der DDR 1972
- Dramaturgie bei Die letzte Seite im Tagebuch von Gisela Steineckert, Rundfunk der DDR 1972
- Dramaturgie bei Ehrenhändel von Günter Kunert, Rundfunk der DDR 1972
- Van Gogh von Alfred Matusche, Hörspielbearbeitung: Christa Vetter, Rundfunk der DDR 1973
- Dramaturgie bei Schornsteinbauer von Helmut Richter, Rundfunk der DDR 1973
- Adam und Eva und kein Ende von Rudi Strahl, Hörspielbearbeitung: Christa Vetter, Rundfunk der DDR 1973
- Dramaturgie bei Briefe aus New York von Edith Anderson, Rundfunk der DDR 1974
- Dramaturgie bei Lisa von Günther Rücker, Rundfunk der DDR 1974
- Dramaturgie bei Dienstfahrt eines Lektors von Erich Loest, Rundfunk der DDR 1975
- Dramaturgie bei Geben Sie mir die Ehre und trinken Sie ein Glas Tee mit mir von Günther Rücker, Rundfunk der DDR 1975
- Dramaturgie bei Besuch beim lieben Gott von Uwe Saeger, Rundfunk der DDR 1975
- Energische Leute nach Wassili Schukschin, Hörspielbearbeitung: Christa Vetter, Rundfunk der DDR 1976
- Dramaturgie bei Ein anderer K. von Günter Kunert, Rundfunk der DDR 1976
- Dramaturgie bei Der Auftrag von Heiner Müller, Rundfunk der DDR 1980
- Dramaturgie bei Mein dicker Mantel von Albert Wendt, Rundfunk der DDR 1982
- Dramaturgie bei Heduda auf dem Pflaumenbaum von Albert Wendt, Rundfunk der DDR 1982
- Dramaturgie bei Die Schatten von Franz Fühmann, Rundfunk der DDR 1984
- Dramaturgie bei Von dem Machandelboom von Franz Fühmann, Rundfunk der DDR 1988
- Dramaturgie bei Walpurgisnacht von Peter Gosse, Rundfunk der DDR 1989

## Buchpublikationen
- Die Grünstein-Variante, Hörspiele, Herausgegeben von Christa Vetter, Henschelverlag Berlin 1980, 287 Seiten
- Jutta oder Die Kinder von Damutz, Hörspiele, Herausgegeben von Christa Vetter, Henschelverlag Berlin 1981, 243 Seiten
- Das klare Wort der Schrift, Hörspiele, Herausgegeben von Christa Vetter, Henschelverlag Berlin 1982, 237 Seiten
- Jazz am Grab, Hörspiele, Herausgegeben von Christa Vetter, Henschelverlag Berlin 1983, 253 Seiten
- Dame vor Spiegel, Hörspiele, Herausgegeben von Christa Vetter, Henschelverlag Berlin 1984, 237 Seiten
- Auf der Schaukel, Hörspiele, Herausgegeben von Christa Vetter, Henschelverlag Berlin 1985, 238 Seiten
- Kein Wort von Einsamkeit, Hörspiele, Herausgegeben von Christa Vetter, Henschelverlag Berlin 1986, 259 Seiten
- Bienchens Verwandte, Hörspiele, Herausgegeben von Christa Vetter, Henschelverlag Berlin 1987, 237 Seiten
- Schrei der Wildgänse, Hörspiele, Herausgegeben von Christa Vetter, Henschelverlag Berlin 1988, 267 Seiten
- Höchste Zeit, Hörspiele, Herausgegeben von Christa Vetter, Henschelverlag Berlin 1989, 242 Seiten
- Steig der Stadt aufs Dach, Hörspiele, Herausgegeben von Christa Vetter, Henschelverlag Berlin 1990, 240 Seiten

## Preis
- Nationalpreis der DDR II. Klasse für Kunst und Literatur 1978 im Kollektiv mit Wolfgang Beck, Peter Goslicki, Jochen Hauser, Ruth Hildebrandt und Siegfried Pfaff